# Pterostylis recurva
Pterostylis recurva là một loài lan đặc hữu tây tây nam và Tây Nam Australia.

## Miêu tả

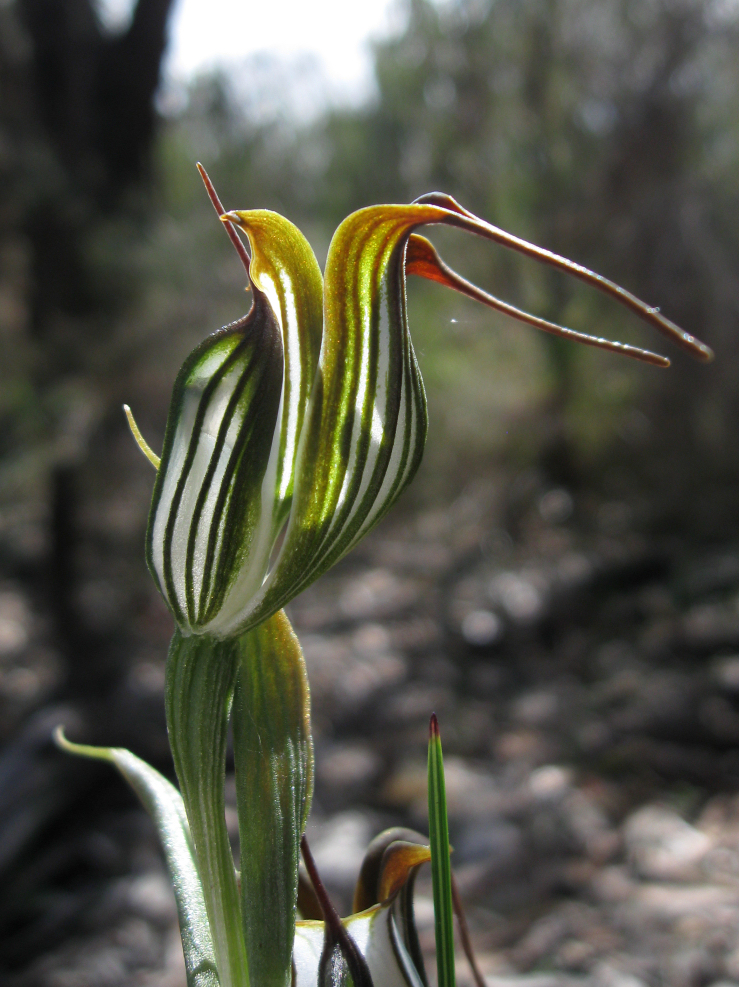
Pterostylis recurva, 'Lan Jug'. Trong công viên các vua, Perth, West Australia.

Pterostylis recurva là cây lâu năm. Chúng nở hoa vào đầu mùa xuân từ tháng tháng 8-tháng 10. 
Những bông hoa có sọc xanh và trắng, bao hoa tạo ra một ống rỗng với một môi có bản lề, đặc trưng của Pterostylis. Kích thước tương đối lớn của những bông hoa và hình dạng đặc trưng của chúng mang lại cho loài này tên gọi chung của 'Jug Orchids'.
Chúng mọc trên đất cát, đất sét, đá ong, sỏi.

## Hình ảnh

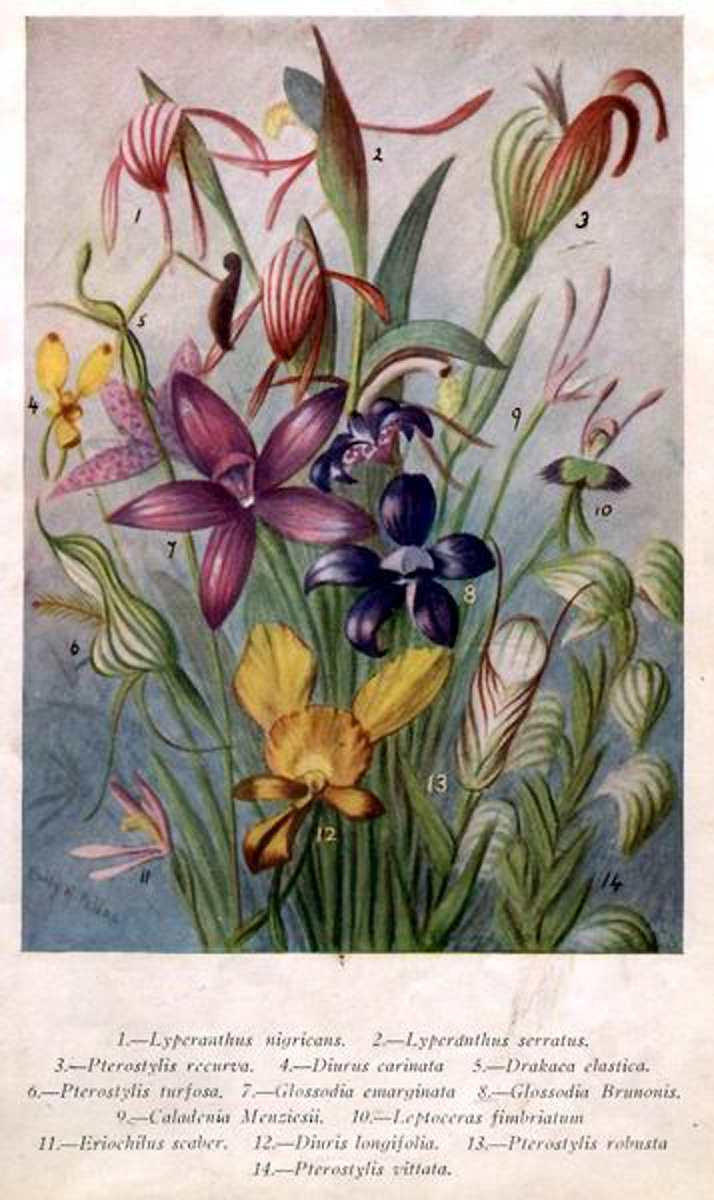
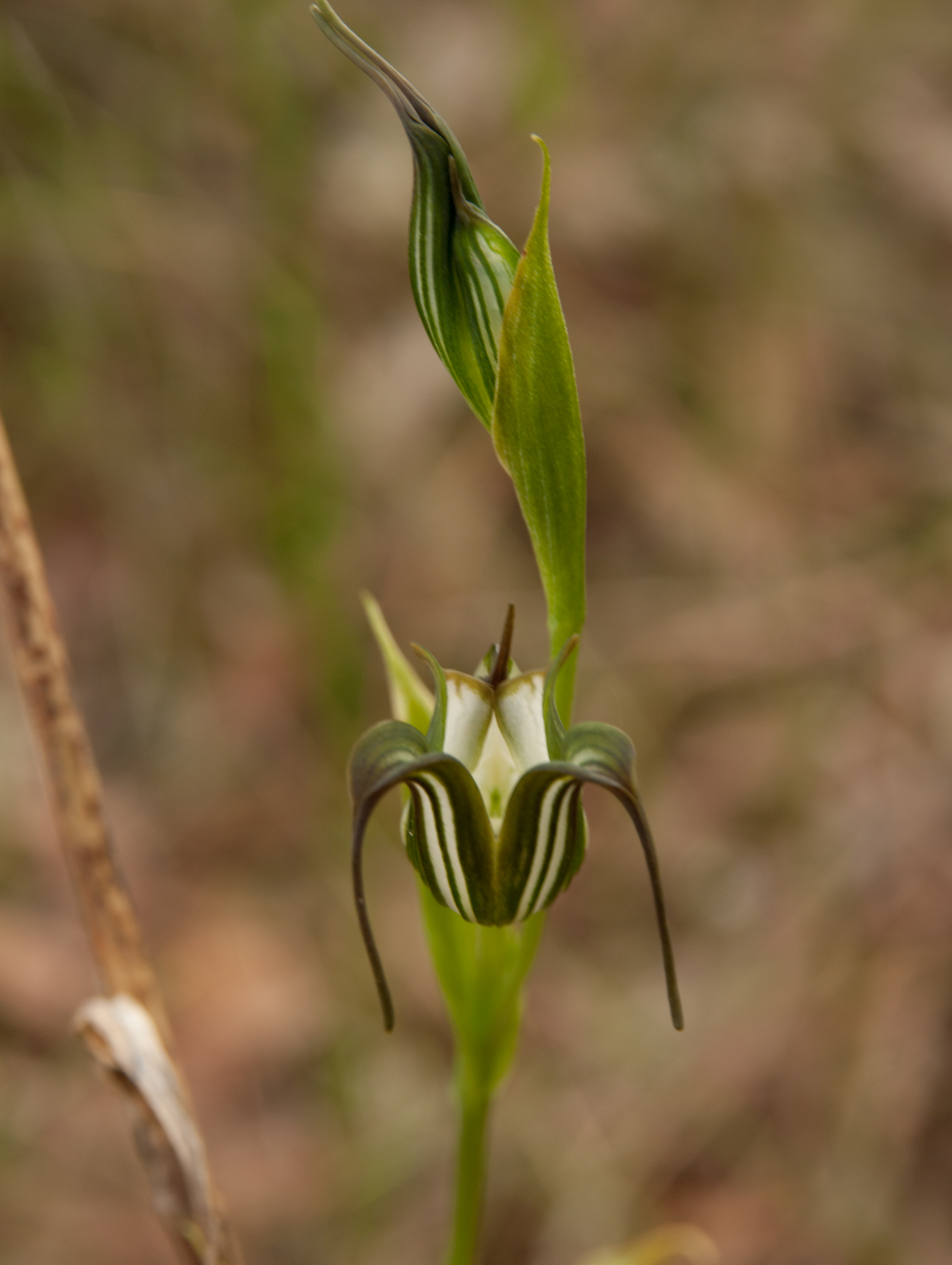
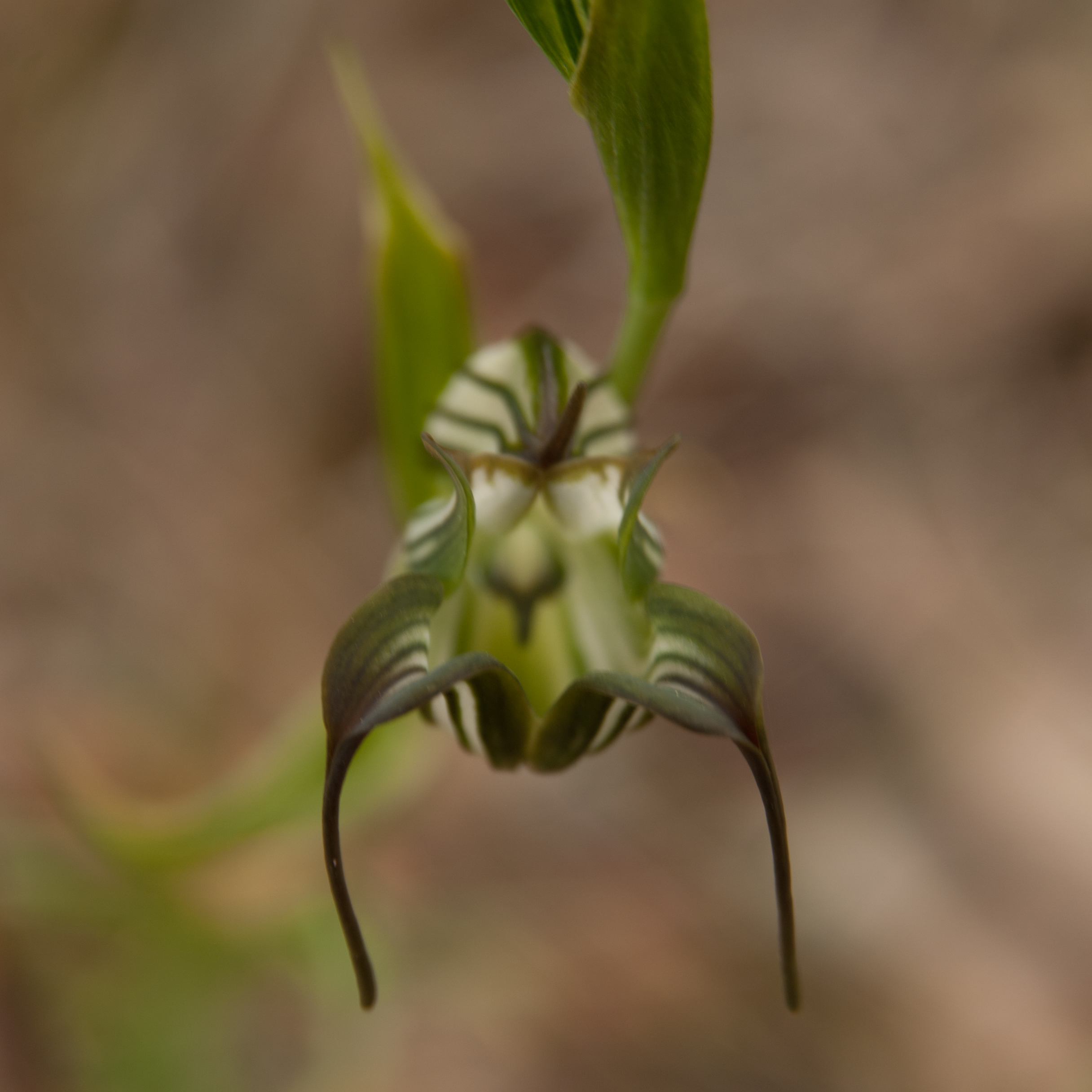
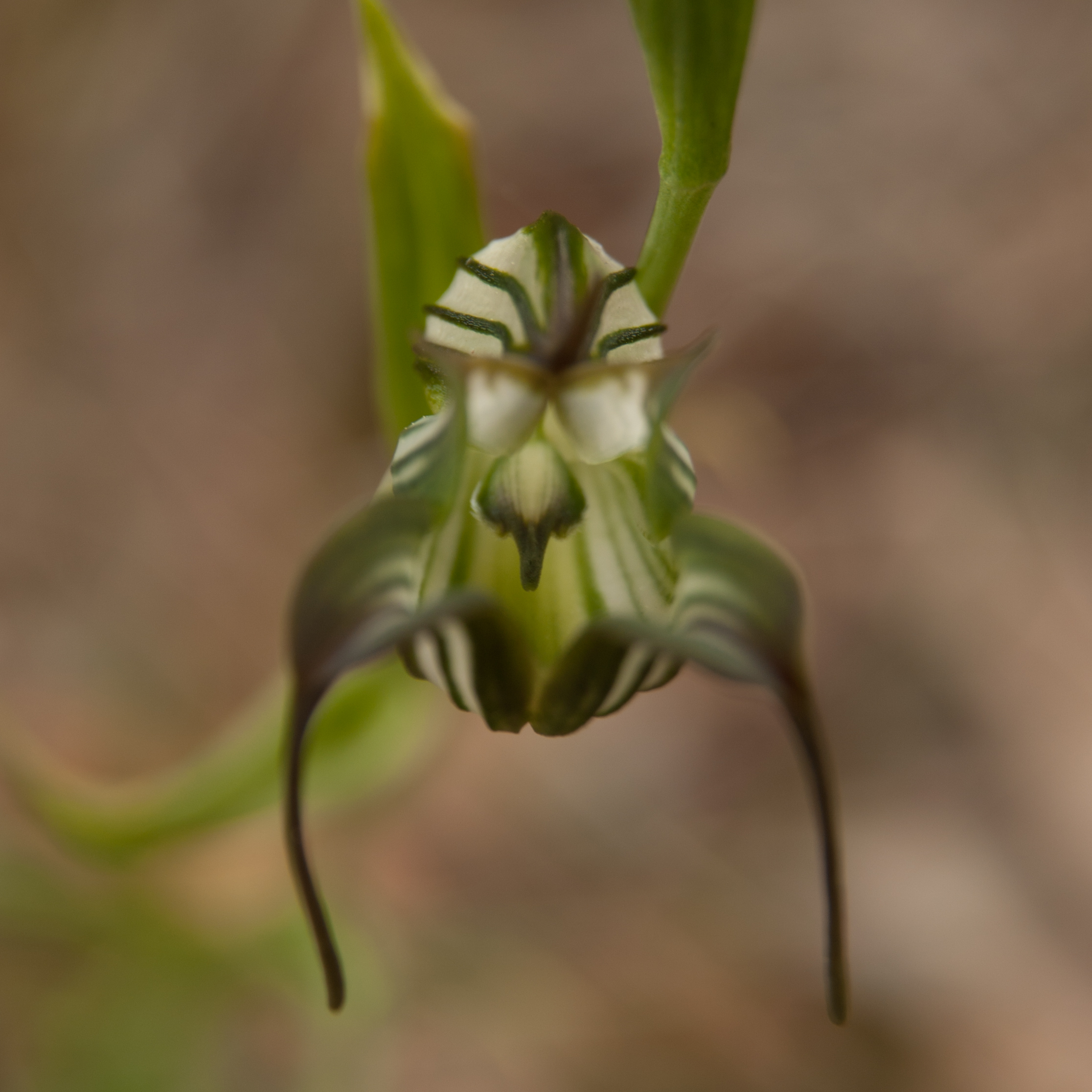